# Synagoge (Westhoffen)

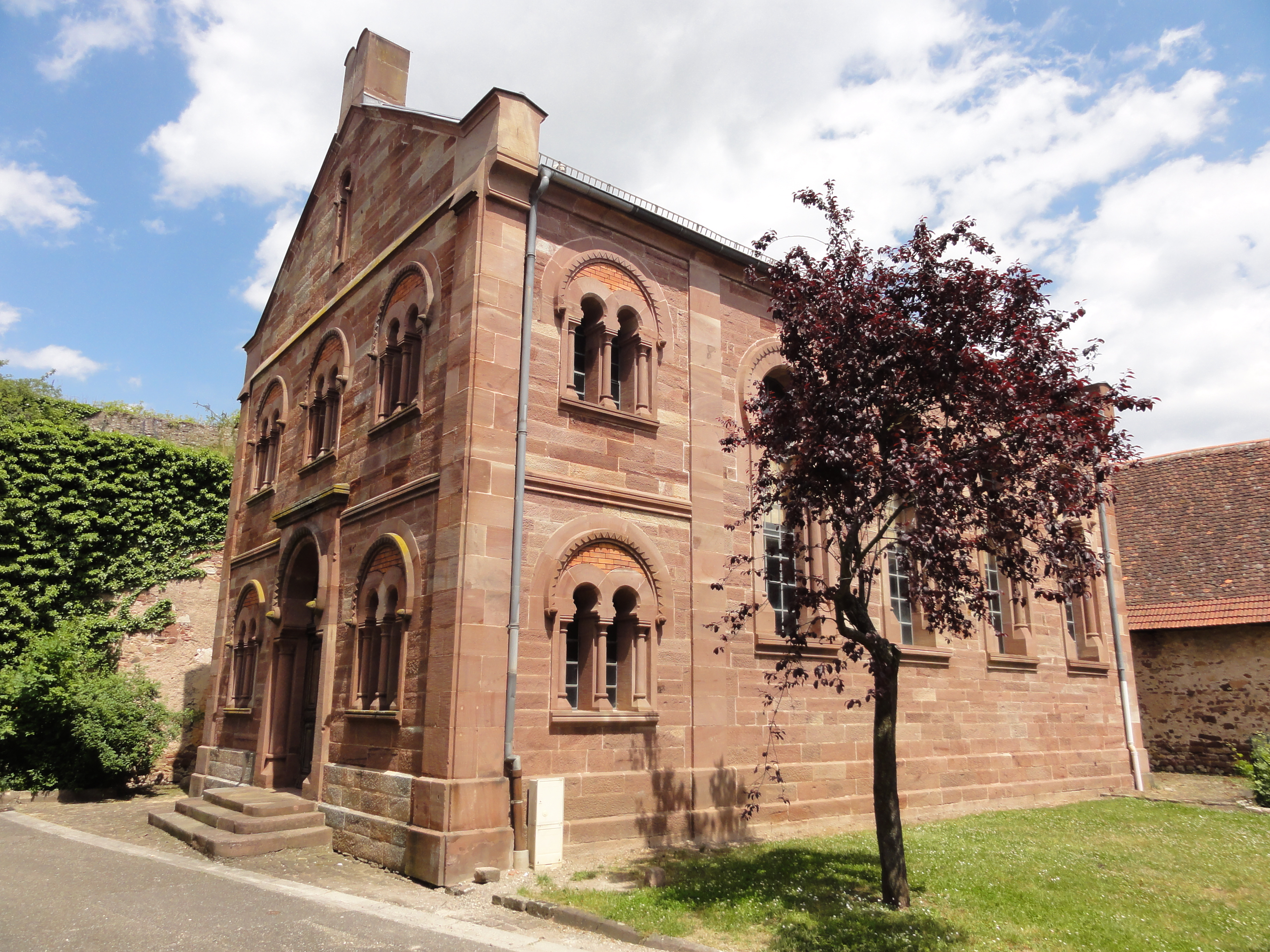
Synagoge in Westhoffen, 2015

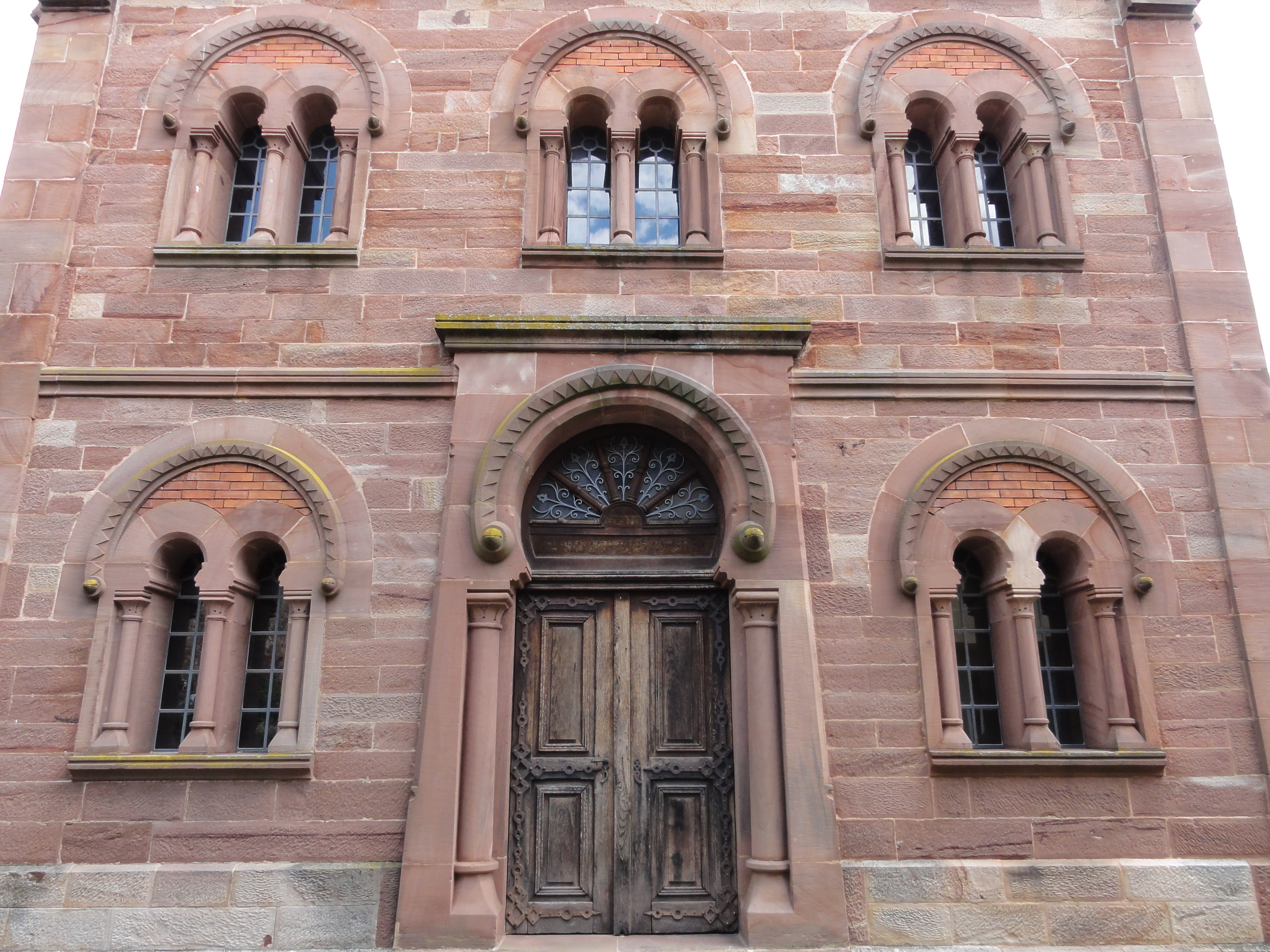
Portalfassade

Die Synagoge in Westhoffen, einer französischen Gemeinde im Département Bas-Rhin in der Region Grand Est, wurde 1876 errichtet. Die Synagoge an der Place de la Synagogue ist seit 1990 als Monument historique klassifiziert.

## Beschreibung
Im Jahr 1876 wurde die aus heimischem Sandstein erbaute Synagoge eingeweiht. Vermutlich wurde sie am Platz einer älteren Synagoge errichtet. Auf der Giebelspitze stehen die Gesetzestafeln. Das Gebäude besteht aus einem Längsschiff mit vier Jochbögen und einem Portal, das mit orientalisierenden Stilelementen geschmückt ist.
Die Synagoge im Stil der Neuromanik wurde während der deutschen Besatzung im Zweiten Weltkrieg geschändet und teilweise zerstört.